# Ligue des nations masculine de volley-ball 2023
Navigation
2022 2024
La 5e édition de la Ligue des nations masculine de volley-ball se déroule du 6 juin au 10 juillet 2023 pour la phase préliminaire et du 19 juillet au 23 juillet 2023 pour la phase finale.

## Format de la compétition

### Tour préliminaire
Les 16 équipes — à savoir les 10 équipes « récurrentes » (Allemagne, Argentine, Brésil, États-Unis, France, Iran, Italie, Japon, Pologne et Serbie), ainsi que les 6 équipes « challengers » (Bulgarie, Canada, Chine, Cuba, Pays-Bas et Slovénie) — participent à une phase de groupes. Le format de cette compétition verra s'affronter 16 équipes dans des poules de 8 équipes durant la première phase. Chaque équipe jouera 12 matchs durant cette étape. Huit équipes vont ensuite s'affronter pendant la phase finale.
La relégation ne prend en compte que les équipes « challengers ». La dernière équipe de challenger classée sera reléguée et participera à la Challenger Cup. Le vainqueur de la Coupe Challenger se qualifiera pour la prochaine édition de la Ligue des Nations en tant qu'équipe challenger.

### Phase finale
La phase finale verra s'affronter les 7 meilleures équipes ainsi que la Pologne qui accède directement aux phases finales en tant qu'organisateur. Cette phase est constituée de 8 matchs : 4 quarts de finale, 2 demi-finales, 1 petite et grande finales.
Pour les quarts de finale, l'équipe classée 1ère affrontera celle classée 8ème, la 2nde affrontera la 7ème, la 3ème jouera contre la 6ème et la 4ème sera opposée à la 5ème. Si l'équipe du pays hôte ne termine pas dans les 8 premières places elle sera classée 8ème.

## Salles

### Tour préliminaire
| Poule 1          | Poule 2            |
| Ottawa, Canada   | Nagoya, Japon      |
| TD Place         | Nippon Gaishi Hall |
| Capacité : 6 500 | Capacité : 10 000  |
|                  |                    |

| Poule 3             | Poule 4           |
| Rotterdam, Pays-Bas | Orléans, France   |
| RTM Stage           | Co'Met            |
| Capacité : 7 800    | Capacité : 10 000 |
|                     |                   |

| Poule 5                         | Poule 6                 |
| Anaheim, États-Unis             | Pasay City, Philippines |
| Anaheim Convention Center Arena | Mall of Asia Arena      |
| Capacité : 7 500                | Capacité : 16 000       |
|                                 |                         |

### Phase finale
| Gdańsk, Pologne  |
| Ergo Arena       |
| Capacité: 11 409 |
|                  |

## Composition des poules
| Poule 1 Canada                                                    | Poule 2 Japon                                            |
| ----------------------------------------------------------------- | -------------------------------------------------------- |
| Canada Cuba États-Unis Allemagne Argentine Pays-Bas Italie Brésil | Japon Slovénie France Pologne Serbie Chine Bulgarie Iran |

| Poule 3 Pays-Bas                                               | Poule 4 France                                              |
| -------------------------------------------------------------- | ----------------------------------------------------------- |
| Pays-Bas États-Unis Pologne Iran Italie Allemagne Serbie Chine | France Cuba Brésil Japon Slovénie Bulgarie Argentine Canada |

| Poule 5 États-Unis                                              | Poule 6 Philippines                                        |
| --------------------------------------------------------------- | ---------------------------------------------------------- |
| États-Unis Iran Argentine Bulgarie France Allemagne Serbie Cuba | Japon Pologne Chine Italie Slovénie Pays-Bas Brésil Canada |

## Classement

### Critères de départage
Le classement général se fait de la façon suivante :
1. plus grand nombre de victoires ;
2. plus grand nombre de points ;
3. plus grand ratio de sets pour/contre ;
4. plus grand ratio de points pour/contre ;
5. Résultat de la confrontation directe ;
6. si, après l’application des critères 1 à 5, plusieurs équipes sont toujours à égalité, les critères 1 à 5 sont à nouveau appliqués exclusivement aux matchs entre les équipes concernées afin de déterminer leur classement final.

### Classement tour préliminaire
Source : FIVB
| #  | Équipe     | Pts | J  | G  | Gt | Pt | P | Sp | Sc | Ratio | Pp   | Pc   | Ratio |
| 1  | États-Unis | 31  | 12 | 10 | 0  | 1  | 1 | 33 | 7  | 4.714 | 986  | 871  | 1.132 |
| 2  | Japon      | 27  | 12 | 7  | 3  | 0  | 2 | 31 | 16 | 1.938 | 1109 | 1034 | 1.073 |
| 3  | Pologne    | 25  | 12 | 5  | 5  | 0  | 2 | 30 | 19 | 1.579 | 1108 | 1057 | 1.048 |
| 4  | Italie     | 26  | 12 | 8  | 1  | 0  | 3 | 28 | 15 | 1.867 | 1016 | 906  | 1.121 |
| 5  | Argentine  | 26  | 12 | 6  | 3  | 2  | 1 | 32 | 18 | 1.778 | 1184 | 1092 | 1.084 |
| 6  | Brésil     | 25  | 12 | 7  | 1  | 2  | 2 | 30 | 18 | 1.667 | 1108 | 1033 | 1.073 |
| 7  | Slovénie   | 25  | 12 | 8  | 0  | 1  | 3 | 27 | 17 | 1.588 | 1036 | 997  | 1.039 |
| 8  | France     | 18  | 12 | 6  | 0  | 0  | 6 | 23 | 21 | 1.095 | 1046 | 1007 | 1.039 |
| 9  | Serbie     | 16  | 12 | 4  | 2  | 0  | 6 | 23 | 23 | 1     | 1045 | 1056 | 0.99  |
| 10 | Pays-Bas   | 17  | 12 | 4  | 1  | 2  | 6 | 22 | 24 | 0.917 | 1028 | 1054 | 0.975 |
| 11 | Allemagne  | 10  | 12 | 3  | 0  | 1  | 8 | 16 | 28 | 0.571 | 963  | 1036 | 0.93  |
| 12 | Canada     | 9   | 12 | 2  | 1  | 1  | 8 | 15 | 31 | 0.484 | 983  | 1074 | 0.915 |
| 13 | Cuba       | 8   | 12 | 0  | 3  | 2  | 7 | 15 | 33 | 0.455 | 1023 | 1119 | 0.914 |
| 14 | Iran       | 11  | 12 | 2  | 0  | 5  | 5 | 16 | 31 | 0.516 | 995  | 1073 | 0.927 |
| 15 | Bulgarie   | 8   | 12 | 1  | 1  | 3  | 7 | 13 | 32 | 0.406 | 957  | 1045 | 0.916 |
| 16 | Chine      | 6   | 12 | 1  | 1  | 1  | 9 | 12 | 33 | 0.364 | 941  | 1074 | 0.876 |

#### Légende du classement
Rappel – Une équipe marque :
- 3 points pour une victoire sans tie-break (G) ;
- 2 points pour une victoire au tie-break (Gt) ;
- 1 point pour une défaite au tie-break (Pt) ;
- 0 point pour une défaite sans tie-break (P) ;

## Tour préliminaire
Source : FIVB Tous les horaires sont en horaire UTC+02:00.

## Phase finale
- Lieu:  Ergo Arena, Gdańsk, Pologne
- Fuseau horaire: UTC+02:00

|  | Quarts de finale   | Quarts de finale   |                    |                    | Demi-finales           | Demi-finales           |   |  | Finale             | Finale             |
|  | Quarts de finale   | Quarts de finale   |                    |                    | Demi-finales           | Demi-finales           |   |  | Finale             | Finale             |
|  |                    |                    |                    |                    |                        |                        |   |  |                    |                    |
|  | 19/07/2023 à 17:00 | 19/07/2023 à 17:00 |                    |                    | 22/07/2023 à 20:00     | 22/07/2023 à 20:00     |   |  | 23/07/2023 à 20:00 | 23/07/2023 à 20:00 |
|  | 19/07/2023 à 17:00 | 19/07/2023 à 17:00 |                    |                    | 22/07/2023 à 20:00     | 22/07/2023 à 20:00     |   |  | 23/07/2023 à 20:00 | 23/07/2023 à 20:00 |
|  | États-Unis         | 3                  |                    |                    | 22/07/2023 à 20:00     | 22/07/2023 à 20:00     |   |  | 23/07/2023 à 20:00 | 23/07/2023 à 20:00 |
|  | États-Unis         | 3                  |                    |                    | 22/07/2023 à 20:00     | 22/07/2023 à 20:00     |   |  | 23/07/2023 à 20:00 | 23/07/2023 à 20:00 |
|  | France             | 2                  |                    |                    | 22/07/2023 à 20:00     | 22/07/2023 à 20:00     |   |  | 23/07/2023 à 20:00 | 23/07/2023 à 20:00 |
|  | France             | 2                  | États-Unis         | 3                  |                        |                        |   |  | 23/07/2023 à 20:00 | 23/07/2023 à 20:00 |
|  | 19/07/2023 à 20:00 |                    | États-Unis         | 3                  |                        |                        |   |  | 23/07/2023 à 20:00 | 23/07/2023 à 20:00 |
|  |                    | Italie             | 0                  |                    |                        |                        |   |  | 23/07/2023 à 20:00 | 23/07/2023 à 20:00 |
|  | Italie             | Italie             | 0                  | 3                  |                        |                        |   |  | 23/07/2023 à 20:00 | 23/07/2023 à 20:00 |
|  | Italie             |                    |                    | 3                  |                        |                        |   |  | 23/07/2023 à 20:00 | 23/07/2023 à 20:00 |
|  | Argentine          | 0                  |                    |                    |                        |                        |   |  | 23/07/2023 à 20:00 | 23/07/2023 à 20:00 |
|  | Argentine          | 0                  | États-Unis         | 1                  |                        |                        |   |  |                    |                    |
|  | 20/07/2023 à 17:00 |                    | États-Unis         | 1                  |                        |                        |   |  |                    |                    |
|  |                    | Pologne            | 3                  |                    |                        |                        |   |  |                    |                    |
|  | Japon              | Pologne            | 3                  | 3                  |                        |                        |   |  |                    |                    |
|  | Japon              | 22/07/2023 à 17:00 |                    | 3                  |                        |                        |   |  |                    |                    |
|  | Slovénie           | 0                  |                    |                    |                        |                        |   |  |                    |                    |
|  | Slovénie           | 0                  | Japon              | 1                  |                        |                        |   |  |                    |                    |
|  | 20/07/2022 à 20:00 | 20/07/2022 à 20:00 | Japon              | 1                  | Match pour la 3e place | Match pour la 3e place |   |  |                    |                    |
|  | 20/07/2022 à 20:00 | 20/07/2022 à 20:00 |                    | Pologne            | Match pour la 3e place | Match pour la 3e place | 3 |  |                    |                    |
|  | Pologne            | 3                  | 23/07/2023 à 17:00 | 23/07/2023 à 17:00 |                        |                        | 3 |  |                    |                    |
|  | Pologne            | 3                  | 23/07/2023 à 17:00 | 23/07/2023 à 17:00 |                        |                        |   |  |                    |                    |
|  | Brésil             | 0                  |                    | Italie             | 2                      |                        |   |  |                    |                    |
|  | Brésil             | 0                  |                    | Italie             | 2                      |                        |   |  |                    |                    |
|  |                    |                    |                    |                    |                        |                        |   |  | Japon              | 3                  |
|  |                    |                    |                    |                    |                        |                        |   |  | Japon              | 3                  |

## Classement final
Les équipes éliminées en quart de finale sont classées dans l'ordre où elles étaient classées lors de la phase préliminaire.
| Place              | Équipe     |
| ------------------ | ---------- |
| Médaille d'or      | Pologne    |
| Médaille d'argent  | États-Unis |
| Médaille de bronze | Japon      |
| 4                  | Italie     |
| 5                  | Argentine  |
| 6                  | Brésil     |
| 7                  | Slovénie   |
| 8                  | France     |
| 9                  | Serbie     |
| 10                 | Pays-Bas   |
| 11                 | Allemagne  |
| 12                 | Canada     |
| 13                 | Cuba       |
| 14                 | Iran       |
| 15                 | Bulgarie   |
| 16                 | Chine      |

## Controverse
En juillet 2023, trois joueurs de l'équipe d'Iran se voient refuser l'entrée en territoire américain, où leur équipe devait disputer la troisième étape de la compétition. La Fédération internationale de volley-ball (FIVB), le Comité olympique américain (USOPC) et le Comité international olympique (CIO) ont essayé de convaincre les autorités américaines, qui leur reprochaient d'avoir évolué dans un club appartenant à l'armée iranienne, mais en vain. La FIVB a décidé que les quatre rencontres disputées par l'équipe d'Iran aux Etats-Unis ne rapporteront aucun point au classement mondial, que ce soit pour l'Iran ou ses adversaires, afin de ne pas impacter la qualification pour les Jeux olympiques de 2024 à Paris. Les résultats seront néanmoins comptabilisés pour la Ligue des nations.

## Récompenses
- MVP :  Pawel Zatorski
- Meilleur passeur :  Micah Christenson
- Meilleurs réceptionneurs-attaquants :  Aleksander Śliwka -  Yūki Ishikawa
- Meilleurs centraux :  Jakub Kochanowski -  David Smith
- Meilleur attaquant :  Łukasz Kaczmarek
- Meilleur libero :  Pawel Zatorski